# Kosmos-3M
Kosmos-3M har sedan den började användas 1967 genomgått ett flertal förändringar, till exempel har andra stegets styrförmåga förbättrats, vilket gör att man kan skjuta upp två olika satelliter samtidigt.